# Бразильский кролик
Бразильский кролик (лат. Sylvilagus brasiliensis) — вид американских кроликов из семейства зайцевых.

## Распространение
Вид распространён от восточной Мексики до северной Аргентины. Населяет преимущественно тропические леса, часто болотистые местности или побережья рек, а также сады и парки.

## Образ жизни
Ведёт одиночный, ночной образ жизни. Активен обычно в вечерние или утренние часы. Питается, прежде всего, травой и листвой.

## Размножение
В противоположность другим видам самка приносит один помёт в год. Период беременности составляет 6 недель, в помёте только 2 детёныша.